# Corradi-Gonzaga

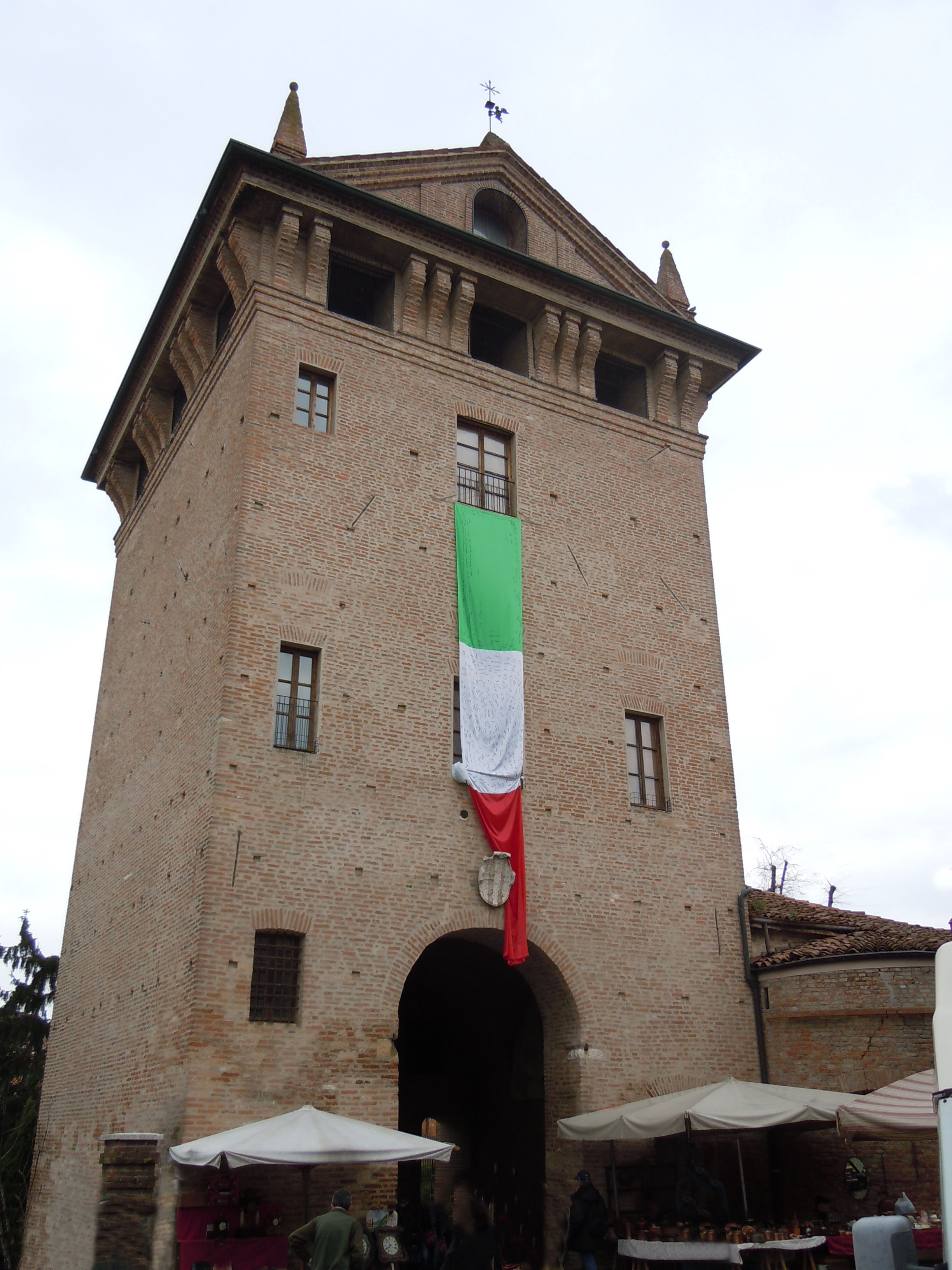
Gonzaga, torre quattrocentesca.

Corradi (Corradi da Gonzaga o Gonzinghi) era un'antica famiglia, nota già nel XII secolo e originaria della zona tra Mantova e Reggio Emilia (Gonzaga, da cui presero il nome), cresciuta all'ombra dell'abbazia benedettina di Polirone a San Benedetto Po. Furono i capostipiti dei signori Gonzaga, regnanti di Mantova dal 1328 al 1707. In un documento, risalente alla prima metà del XVIII secolo, si parla della loro discendenza da Genebaldo, primo duca di Franconia.
Dal 30 aprile 1335 la famiglia utilizzò solo l'appellativo "Gonzaga".

## Storia
Filippo Corradi, nel XII secolo, fu investito dei vasti possedimenti terrieri di Gonzaga, feudo dei conti Casalodi, dall'abate di San Benedetto Po.

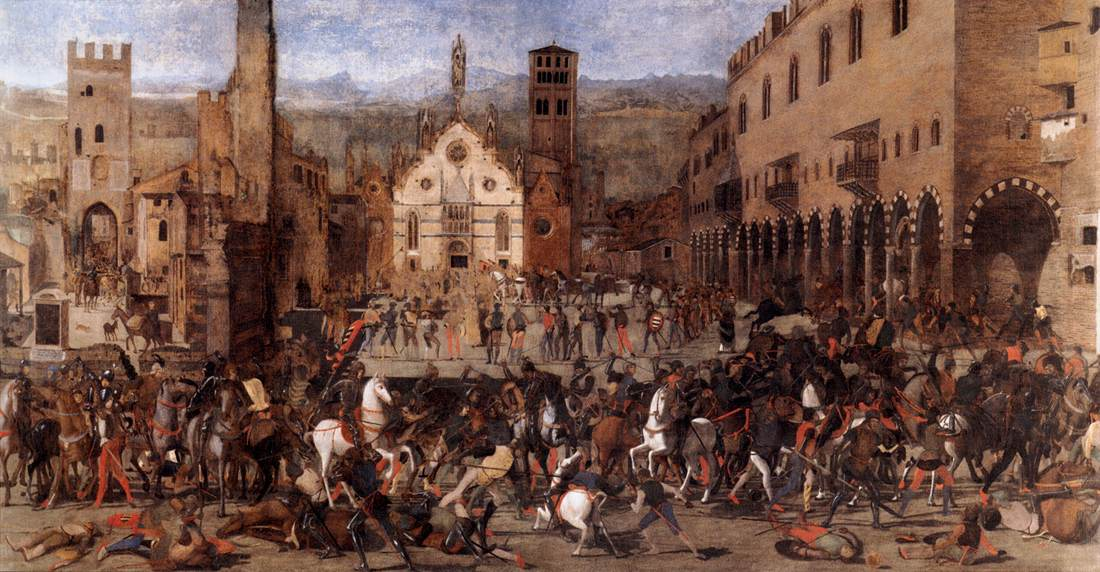
Domenico Morone, La cacciata dei Bonacolsi (Mantova, Palazzo Ducale)

Grandi proprietari terrieri, accrebbero le loro fortune anche per merito della casata amica dei Bonacolsi (che annoveravano nella famiglia anche giudici influenti, vescovi e canonici) sui nemici Casalodi e con il nome di “Corradi da Gonzaga” si stabilirono a Mantova con Corbellino alla fine del XII secolo, dove occuparono cariche politiche e religiose.

Intorno al 1200 la famiglia prese possesso del Castello di Marmirolo, alle porte di Mantova, dove prese corpo, cent'anni dopo, il colpo di Stato che detronizzò i Bonacolsi. Guido (Guidone) ospitò nel castello nel 1209 re Ottone IV, diretto a Roma da papa Innocenzo III per essere incoronato imperatore del Sacro Romano Impero.
Il cognome "Corradi da Gonzaga" (Corradis de Gonzaga) appare per la prima volta in un documento datato 1288, nel quale si fa riferimento a numerose bolle di papa Niccolò IV, che conferivano alcune prebende a Petrozzano (o Piergiovanni), canonico della cattedrale di Como e figlio di Corrado Corradi (1268-1318). Nel 1264 i Casalodi, nel timore venissero soppiantati, provvidero a fare sequestrare dal Comune di Mantova i numerosi possedimenti della famiglia rivale a Marmirolo, con la scusa di non assecondare alcuni ordini partiti dal Comune stesso. Ma l'odio dei Casaloldi verso i Corradi ebbe breve durata perché nel 1272 Pinamonte dei Bonacolsi provvide a disfarsi degli avversari, confinandoli a Gonzaga e sancendo l'alleanza tra le famiglie Bonacolsi e Corradi. Iniziò nel 1287 l'ascesa della famiglia al quasi esclusivo possesso del territorio gonzaghese, a spese dei monaci dell'abbazia di Polirone e coinvolgendo anche i beni della famiglia Pedroni, che avrebbe visto in Richilde, moglie di Antonio Corradi, unica ereditiera della casa. Anche dopo l'ascesa al potere dei Gonzaga nel 1328, i Corradi per settant'anni furono tenuti agli obblighi feudali nei confronti del monastero. Aumentarono enormemente le loro ricchezze agli inizi del Trecento, operando acquisti non solo nella città di Mantova, ma anche a Brescia, Ferrara, Reggio, Cremona e Verona e imparentandosi con potenti famiglie cittadine, come i Da Oculo.
La supremazia bonacolsiana venne interrotta il 16 agosto 1328 allorché i Corradi da Gonzaga, col sostegno di Cangrande della Scala, signore di Verona, presero il controllo della città. Luigi I Gonzaga eliminò Rinaldo Bonacolsi detto il Passerino, dando inizio alla dominazione gonzaghesca che durò sino al 1708.
I Corradi-Gonzaga diedero vita anche ad un ramo cadetto, che per comodità storica si può chiamare Gonzaga di Bonaventura Corradi dal nome del suo iniziatore e che si estinse nel 1746.

## Personaggi illustri
- Filippo Corradi (XII secolo), capostipite della famiglia;
- Gualtiero Corradi (1170 ca.-1250 ca.), primo esponente della famiglia Corradi-Gonzaga per il quale è possibile tracciare una breve biografia;
- Corbellino (Corbello) Corradi (XII secolo), primo esponente della famiglia ad inurbarsi a Mantova. Ricoprì la carica assessore del podestà di Mantova nel 1189;
- Abramino Corradi (XII secolo), componente del consiglio comunale di Mantova;
- Guidone Corradi (XIII secolo), ospitò nel castello di Marmirolo re Ottone IV, diretto a Roma da papa Innocenzo III per essere incoronato imperatore del Sacro Romano Impero[8]; investito assieme ai parenti del feudo di Bondeno degli Arduini e Roncore dal monastero di San Benedetto di Polirone il 16 dicembre 1287; partecipa al Consiglio del Comune del 1308 che elegge Rinaldo Bonacolsi come Signore di Mantova.
- Antonio Corradi (? - 1283), stipulò la pace con Verona nel 1259;
- Bonaventura Corradi (XIII secolo), capostipite di una linea secondaria della famiglia Gonzaga, che si estinse nel 1746 con Giambattista, protonotario apostolico morto a Governolo[18];
- Beato Alberto Gonzaga (? - 1321), nominato vescovo di Ivrea nel 1288;
- Guido (Corrado) Corradi (? - 1318), consigliere del comune di Mantova che nel 1308 elesse Rinaldo Bonacolsi signore di Mantova. Fu il padre di Luigi Gonzaga, primo capitano del popolo di Mantova;
- Luigi I Gonzaga (1268 - 1360), primo capitano del popolo di Mantova, capostipite della linea regnante su Mantova.

## Tavola genealogica
|                |                |                  |                  |                     |                     |                   |                |                    |                    |                  |                  |                 |                 |                             |                             |              |                    |                       |                       |                  |                  |                |                   |                     |                     |                       |                       |                       |                       |                   |                         |                         |                    |                   |                   |
|                |                |                  |                  |                     |                     |                   |                |                    |                    |                  |                  |                 |                 |                             |                             |              | Filippo XII secolo |                       |                       |                  |                  |                |                   |                     |                     |                       |                       |                       |                       |                   |                         |                         |                    |                   |                   |
|                |                |                  |                  |                     |                     |                   |                |                    |                    |                  |                  |                 |                 |                             |                             |              |                    |                       |                       |                  |                  |                |                   |                     |                     |                       |                       |                       |                       |                   |                         |                         |                    |                   |                   |
|                |                |                  |                  |                     |                     |                   |                |                    |                    |                  |                  |                 |                 |                             |                             |              |                    |                       |                       |                  |                  |                |                   |                     |                     |                       |                       |                       |                       |                   |                         |                         |                    |                   |                   |
|                |                |                  |                  | Corbellino fl. 1189 | Corbellino fl. 1189 |                   |                |                    |                    |                  |                  |                 |                 |                             |                             |              |                    | Abramino *1140 †1200  | Abramino *1140 †1200  |                  |                  |                | Bellancorio *? †? | Bellancorio *? †?   | Gualtieri *? †?     | Gualtieri *? †?       |                       | Guiscardo † ante 1261 | Guiscardo † ante 1261 |                   | Corrado fl. 1208        | Corrado fl. 1208        |                    |                   |                   |
|                |                |                  |                  |                     |                     |                   |                |                    |                    |                  |                  |                 |                 |                             |                             |              |                    |                       |                       |                  |                  |                |                   |                     |                     |                       |                       |                       |                       |                   |                         |                         |                    |                   |                   |
|                |                |                  |                  |                     |                     |                   |                |                    |                    |                  |                  |                 |                 |                             |                             |              |                    |                       |                       |                  |                  |                |                   |                     |                     |                       |                       |                       |                       |                   |                         |                         |                    |                   |                   |
|                |                |                  | Guido *? †?      | Guido *? †?         | Gherardo fl. 1252   | Gherardo fl. 1252 |                |                    |                    |                  |                  |                 |                 |                             |                             |              |                    | Guidone *? †1271/1272 | Guidone *? †1271/1272 | Gherardo *? †?   | Gherardo *? †?   | Corrado *? †?  | Corrado *? †?     | Gaddo *? †?         | Gaddo *? †?         | Gualtiero *? †?       | Gualtiero *? †?       | Canosino fl. 1240     | Canosino fl. 1240     |                   | Gualtiero *~1170 †~1250 | Gualtiero *~1170 †~1250 |                    |                   |                   |
|                |                |                  |                  |                     |                     |                   |                |                    |                    |                  |                  |                 |                 |                             |                             |              |                    |                       |                       |                  |                  |                |                   |                     |                     |                       |                       |                       |                       |                   |                         |                         |                    |                   |                   |
|                |                |                  |                  |                     |                     |                   |                |                    |                    |                  |                  |                 |                 |                             |                             |              |                    |                       |                       |                  |                  |                |                   |                     |                     |                       |                       |                       |                       |                   |                         |                         |                    |                   |                   |
|                | Antonio *? †?  | Antonio *? †?    |                  |                     | Bonaventura *? †?   | Bonaventura *? †? |                |                    |                    | Bartolomeo *? †? | Bartolomeo *? †? |                 |                 |                             |                             |              |                    |                       | Antonio *? †1283      | Antonio *? †1283 |                  |                |                   |                     |                     | Bonaventura *? †~1313 | Bonaventura *? †~1313 |                       | Corrado *? †~1302     | Corrado *? †~1302 |                         | Guglielmo *? †1269      | Guglielmo *? †1269 | Gigliolo *1222 †? | Gigliolo *1222 †? |
|                |                |                  |                  |                     |                     |                   |                |                    |                    |                  |                  |                 |                 |                             |                             |              |                    |                       |                       |                  |                  |                |                   |                     |                     |                       |                       |                       |                       |                   |                         |                         |                    |                   |                   |
|                |                |                  |                  |                     |                     |                   |                |                    |                    |                  |                  |                 |                 |                             |                             |              |                    |                       |                       |                  |                  |                |                   |                     |                     |                       |                       |                       |                       |                   |                         |                         |                    |                   |                   |
| Federico *? †? | Federico *? †? | Corbellino *? †? | Corbellino *? †? | Lancillotto *? †?   | Lancillotto *? †?   | Paganino *? †?    | Paganino *? †? | Albertino *? †?    | Albertino *? †?    | Abramino *? †?   | Abramino *? †?   | Filippino *? †? | Filippino *? †? | Bonaventura fl. 1302        | Bonaventura fl. 1302        | Giulio *? †? | Giulio *? †?       | Guido *? †1318        | Guido *? †1318        | Bartolomeo *? †? | Bartolomeo *? †? | Federico *? †? | Federico *? †?    | Alberto *1260 †1321 | Alberto *1260 †1321 | · Bonaventura Corradi | · Bonaventura Corradi | Gherardo *? †?        | Gherardo *? †?        | Filippo *? †?     | Filippo *? †?           | Giovanni *? †?          | Giovanni *? †?     |                   |                   |
|                |                |                  |                  |                     |                     |                   |                |                    |                    |                  |                  |                 |                 |                             |                             |              |                    |                       |                       |                  |                  |                |                   |                     |                     |                       |                       |                       |                       |                   |                         |                         |                    |                   |                   |
|                |                |                  |                  |                     |                     |                   |                |                    |                    |                  |                  |                 |                 |                             |                             |              |                    |                       |                       |                  |                  |                |                   |                     |                     |                       |                       |                       |                       |                   |                         |                         |                    |                   |                   |
|                | Riccardo *? †? | Riccardo *? †?   | Domenico *? †?   | Domenico *? †?      |                     |                   |                | Sagramoro fl. 1307 | Sagramoro fl. 1307 | Federico *? †?   | Federico *? †?   | Abramino *? †?  | Abramino *? †?  | Luigi I Gonzaga *1268 †1360 | Luigi I Gonzaga *1268 †1360 |              |                    | Gualtiero *? †?       | Gualtiero *? †?       | Petronio *? †?   | Petronio *? †?   | Gentile *? †?  | Gentile *? †?     | Mabelona *? †?      | Mabelona *? †?      |                       |                       |                       |                       |                   |                         |                         |                    |                   |                   |
|                |                |                  |                  |                     |                     |                   |                |                    |                    |                  |                  |                 |                 |                             |                             |              |                    |                       |                       |                  |                  |                |                   |                     |                     |                       |                       |                       |                       |                   |                         |                         |                    |                   |                   |
|                |                |                  |                  |                     |                     |                   |                |                    |                    |                  |                  |                 |                 |                             |                             |              |                    |                       |                       |                  |                  |                |                   |                     |                     |                       |                       |                       |                       |                   |                         |                         |                    |                   |                   |
|                |                |                  |                  |                     |                     |                   |                |                    |                    |                  |                  |                 |                 | · Gonzaga                   | · Gonzaga                   | Abramino     | Abramino           | Alidusio              | Alidusio              | Filippino        | Filippino        |                |                   |                     |                     |                       |                       |                       |                       |                   |                         |                         |                    |                   |                   |

## Araldica

Stemma adottato da Luigi I dal 1328 al 1389

Lo stemma primitivo della famiglia era costituito da tre montoni d'argento, cornati e squillati d'oro in campo nero.
Questo venne sostituito dallo stemma fasciato d'oro e di nero (i colori politici dei ghibellini) da Luigi I Gonzaga dopo la cacciata dei Bonacolsi.